# Main mise
Main mise, 3e partie est le dernier épisode du triple épisode regroupant le double épisode final de la saison 1 et le premier épisode de la saison 2 de Stargate Universe : L'assaut, 1er et 2e partie, suivi de Main mise, soit les dix-neuvième et vingtième épisodes de la première saison et le premier épisode de la saison 2 de la série télévisée Stargate Universe.

## Résumé
Tamara Johansen se réveille inexplicablement dans un lit. Après avoir examiné les alentours, elle touche son ventre, se souvenant qu’on lui a tiré dessus. Il n’y a aucune trace de blessure, et elle n’est plus enceinte. Son bébé commence à pleurer, et elle va le prendre. Robert Caine l’accueille, heureux de la voir. Elle est confuse, car il a été laissé sur une autre planète, mais il explique que les aliens qui ont construit cette planète peuvent également transporter les personnes à travers les galaxies. Elle est donc sur la planète alien.
Sur le Destinée, Eli Wallace atteint l’ouverture pour permettre à Matthew Scott et Ronald Greer de retourner dans le vaisseau. Cependant, ils ne sont pas là, et Eli le rapporte à Adam Brody et Nicholas Rush. Brody commente rapidement le fait qu’ils n’ont tout simplement pas eu assez de temps, sauf que la voix de Scott arrive soudainement par radio. Il explique à Rush que, sachant qu’ils n’auraient pas pu atteindre l’ouverture à temps, lui et Greer ont couru de l’autre côté du vaisseau à la place, où ils furent protégés par la coque. Rush en informe Eli, qui les attend.
Avant que Dannic puisse exécuter le personnel militaire, Varro vient vers lui et lui parle. Kiva est grièvement blessée, et avec TJ blessée, il n’y a personne pour la soigner. Entendant cela, Everett Young fonce de rage sur Dannic, mais il est rapidement maîtrisé. Dannic exige que Young soit tué, mais Varro insiste pour garder les prisonniers en vie. Il suggère de les utiliser pour appeler des docteurs terriens et soigner Kiva. Dannic leur prévient que si Kiva meurt, les prisonniers mourront aussi.
Scott et Greer atteignent l'ouverture et Eli les laisse entrer. Alors, il explique comment il a cru à leur mort, Chloe Armstrong arrive soudainement en marchant, après avoir repris des forces. Eli vérifie sa blessure, qui ne saigne plus. Chloe demande ce qu’ils prévoient de faire. Scott et Greer décident de reprendre le vaisseau, pendant que Chloe et Eli vont voir Rush et Brody. Le moteur VSL se remet en route, les boucliers ont regagné assez de puissance pour protéger les moteurs pendant le saut. Brody pense que c’est une bonne chose depuis que les radiations sont mortelles, mais Rush pense autrement.
En utilisant le terminal de communication longue portée, Varro appelle quatre médecins pour soigner les blessés, Camile Wray est l’une des hôtes. Ils les escortent à l’infirmerie. Après un examen préliminaire, ils expliquent que Kiva a été touchée au foie, et qu’elle ne pourra pas survivre. Varro leur recommande de faire leur possible pour l’équipage. TJ est également grièvement blessée, son bébé est toujours en vie, mais les battements de son cœur sont très faibles. Elle dit qu’il se peut qu’ils aient à retirer le bébé pour la sauver, et même si cela ne garantit pas sa survie ou celle de TJ.
TJ se pose la question de la présence des cabanes, comme leur petit groupe ne pouvait pas en construire convenablement dans un laps de temps aussi cours. Caine explique que les cabanes sont apparues soudainement. TJ est surprise qu’ils aient accepté juste comme cela, mais Caine lui répond que sans ces cabanes, ils n’auraient pas pu survivre à l’hiver. Il lui dit que les aliens les ont scannés depuis le moment où ils sont arrivés et ont transporté TJ sur la planète pour sauver son bébé.
Ginn informe Dannic que le prochain saut aura lieu dans 30 minutes. On lui apprend également par radio que Kiva est morte. Pendant ce temps, Greer et Scott s’approchent des troupes de l’Alliance. Greer regrette leur faible armement, pendant que Scott a autre chose en tête. Chloe et Eli réussissent à rejoindre Rush et Brody. Brody interroge Chloe à propos de sa tache de sang, mais celle-ci lui dit de ne pas s’en faire. Elle demande ce qu’ils ont prévu pour reprendre le contrôle du vaisseau. C’est alors que Brody annonce le plan de Rush. Bien que Telford n’ait pas réussi à transférer tous les contrôles du vaisseau, ils possèdent désormais les systèmes de puissance. Rush est en train de dévier la puissance des boucliers pour déconnecter la VSL et forcer les négociations, car c'est le seul moyen de pression dont ils disposent.
Les médecins n'ont pas réussi à sauver Kiva. Pour préserver les membres de l'équipage de l'exécution réclamée par Dannic, Varro suggère de les laisser sur une planète, dans le plan d’origine de Kiva. Ginn trouve une planète à portée de la porte du Destinée. Elle est verrouillée, probablement parce qu’elle est proche de la portée maximale d’appel d’une porte, mais elle peut passer outre à la commande. Scott la regarde à travers un kino caché.
TJ demande à Caine comment il en sait autant. Il dit juste qu’il le sait, assumant le fait que les aliens en sont responsables. Dana et Peter entrent dans la maison pour voir le nourrisson. Caine l’invite à marcher un peu pendant qu’ils regardent le bébé. David Telford se réveille de l'infirmerie, ayant été soigné pour sa blessure. Simeon lui dit que Kiva est morte, et l'interroge à propos des circonstances de sa mort. Telford dit qu’il n’a pas vu les agresseurs, bien qu’on lui ait tiré par l’avant. Simeon lui explique la situation. Telford demande ce qui se passe pour les prisonniers, et Simeon lui répond vaguement que leur cas serait bientôt traité.
Varro informe Young du plan d’envoyer l’expédition hors du vaisseau et suggère que ces personnes s’en sortiraient mieux si Young jouait le jeu. L’équipage est envoyé par la porte vers un monde rocailleux où un orage approche. Young prend des nouvelles d’Hunter Riley, qui a toujours des traces de sang sur sa tête. Il lui répond qu’il va bien. S’abriter est leur priorité.
Eli est inquiet de Scott et Greer, croyant qu’espionner était une mauvaise idée. Il entend quelqu’un arriver, mais il s’agit de deux soldats de l’Alliance luxienne. Ils rapportent cela à Dannic. Dans la salle de la porte, Ginn remarque que la VSL s’est arrêtée de nouveau. Dannic lui ordonne de corriger le problème, mais elle n’y arrive pas. La considérant comme inutile, celui-ci commença à la frapper, mais Varro s’interpose et les arrête. Il ordonne à Rush de venir pour l’interroger, pendant que les autres sont tués par les soldats. Avant qu’ils obéissent à Dannic, Scott et Greer les tuent. Rush explique par radio qu’il ordonne à Dannic de se rendre. Dannic remarque immédiatement qu’il devrait tous mourir, mais Rush lui répond froidement qu’il préfèrerait touer tout le monde que leur laisser le vaisseau. Dannic fracasse alors sa radio et exige qu'on les recherche. Varro essaie encore de raisonner Dannic, mais celui-ci a perdu sa patience. Il tient en joue Varro, et se nomme lui-même commandant.
Scott dit au groupe ce qui s’est passé à l’équipage. Rush pense que c’est parfait. Ils seront en sécurité sur la planète. Pendant ce temps, certaines sections sont mieux protégées que d’autres, comme le laboratoire hydroponique. En se cachant là, ils peuvent résister plus longtemps à l’Alliance. Les dommages sur le vaisseau seront minimaux, les matières organiques seront les plus endommagées. Le groupe se prépare à y aller. Scott et Greer commencent à récupérer les otages, en leur disant de sceller les portes après 15 minutes.
Sur la planète, Vanessa James a trouvé des caves dans lesquels ils peuvent s’abriter. Avant leur départ, la porte s’active. Varro et un petit groupe de soldats qui lui sont loyaux sortent de l’horizon des évènements. Il explique la situation à Young et tout le groupe va dans les caves. Varro affirme qu'ils seraient tout morts s'il ne s’était pas débrouillé pour eux. Greer et Scott arrivent à l’infirmerie, où ils trouvent Wray, revenue dans son propre corps après que Dannic ait coupé le lien de communication. Wray leur dit comment elle est arrivée là, mais elle n’est pas sûre de ce qu’il est advenu des trois autres. TJ est toujours en vie, mais son bébé est mort. Ils essayent de rejoindre le labo hydroponique, mais sont coincés par des soldats l’Alliance luxienne.
Pendant sa marche, TJ voit une nébuleuse dans le ciel. Caine lui dit qu’elle est apparue le jour précédent, et croit que TJ doit savoir pourquoi elle est apparue, mais elle ne le croit pas. Caine la remercie d’être revenue du Destinée, car elle voudrait restée ici, et pense que les aliens ont sauvé son bébé. Cependant, il lui dit que même si son bébé reste ici, elle devra retourner sur le vaisseau. TJ refuse de le faire.
Dans le laboratoire hydroponique, Brody a commencé à sceller les accès à l’Alliance en commençant par boucher les grilles de ventilation. Cela fait maintenant 15 minutes que Scott et Greer sont partis. Rush décide alors de sceller la pièce. Chloe et Eli veulent attendre un peu plus longtemps, mais Rush pense que plus ils attendront, plus ils auront de chances d’être découverts. Scott les appelle par radio et leur ordonne de sceller la pièce. Dannic les avait placés sur écoute, mais ne parvient pas à découvrir où ils sont. TJ retourne dans la cabane où se trouve son bébé, et le reprend rapidement. Elle refuse de partir sans lui. Caine fait le point avec TJ, les aliens peuvent l’envoyer n’importe où à leur souhait. Il la rassure, ils prendront soin du bébé.
Sur la planète, le groupe s’est réfugié dans les cavités. Rush est inquiet de leur sort, mais Varro lui fait remarquer qu’ils auraient pu être tous tués. Un éclair frappe vers l’entrée de la cavité, couchant James par terre. Young et Varro s’occupent d’elle. Dannic veut savoir si ses soldats ont réussi à annuler le sabotage de Rush, mais ils ne peuvent pas l’arrêter. Pire, Ginn l’informe que les boucliers s’effondreront à la prochaine vague de radiation. Un groupe de soldats de l’Alliance trouve le groupe Rush, mais ne peut ouvrir la porte. Dannic leur ordonne alors d’utiliser des explosifs, mais Telford, ayant boité jusqu’à eux, fait vite l’état des lieux en disant que s’ils font exploser la porte, ils risquent tous de mourir, alors qu’ils ont besoin de Rush vivant, car sans lui, il n'y aurait aucun espoir de rétablir les boucliers. Par radio, Rush ordonne à Dannic de se rendre, expliquant comment leur pièce va les protéger. Telford et Ginn pensent qu’il dit la vérité. Dannic fait remarquer à Rush qu’il y a toujours d’autres personnes à bord, mais Rush lui dit simplement que c’est un sacrifice nécessaire.
Ne voulant pas l’accepter, Dannic veut appeler Rush sur sa menace. Voyant par le kino, Eli est convaincu que Dannic préfèrerait les faire tous mourir. Lorsque Telford leur dit qu’ils mourront tous, Dannic leur répond simplement qu’ils se sont préparés à mourir en venant ici. Quand Telford dit alors que Dannic est devenu fou, celui-ci pointe Telford avec son arme. Convaincu en tout point qu’ils ne pourront pas résoudre la situation pacifiquement, Eli se préoccupe de Scott et des autres. Rush lui répond qu’il est désolé. Dannic dit que le vaisseau est important, et qu’il ne s’arrêterait pas si près du but. Il se prépare à tirer sur Telford pour l’avoir défié, mais Ginn lui tire par derrière avant. Elle accepte les demandes de Rush, puis regarde Telford. Celui-ci lui fait un signe de tête confirmant qu’elle a fait le bon choix.
TJ appelle son bébé Carmen, d’après le nom de sa mère. Caine pense que les aliens peuvent les ramener chez eux, mais quand TJ demande pourquoi ils ne l’ont pas encore fait, il ne peut expliquer pourquoi. Il lui dit que lorsqu’elle retournera sur le vaisseau, personne ne comprendra ce qui lui est arrivé. Il lui fait comprendre que la chose la plus importante quand on est loin de chez soi est de savoir qui on est et en quoi on croit. Le temps pour elle de décider ce qui est une bénédiction ou une malédiction. TJ se réveille et Camile l’informe qu’elle n’a jamais quitté le vaisseau. Son bébé est mort, mais elle ne dit rien. L’équipage revient sur le Destinée. Young félicite Scott et Greer, mais ils insistent sur le fait que c’est grâce à Rush qu'ils ont réussi à renverser la situation. Les troupes de l'Alliance luxienne sont enfermées dans une pièce, alors que Young est informé de la mort du bébé.
Tout le monde est retourné à ses occupations. Young console TJ à l’infirmerie. Rush se repose dans ses quartiers. Chloe examine d’étranges marques sur ses jambes. Young noie son chagrin au Bar à Brody. Brody et Volker sont de service dans la salle de contrôle lorsque le vaisseau sort de VSL. Brody explique que le court saut est dû à l'interruption par l’Alliance, le vaisseau fut arrêté avant qu’il soit arrivé, c’est pourquoi le trajet fut court. Ils sont hors de portée des radiations. TJ se lève, contre l’avis de Camile, et va au poste d’observation. Elle voit, par le hublot, la nébuleuse visible depuis le ciel de la planète de son rêve. Elle sourit.

## Distribution
- Robert Carlyle : Dr. Nicholas Rush
- Ming-Na : Camile Wray
- Robert Knepper : Simeon
- Lou Diamond Phillips : David Telford
- Julia Benson : Vanessa James
- Julie McNiven : Ginn
- Alaina Huffman : Tamara Johansen
- David Blue : Eli Wallace
- Justin Louis : Everett Young
- Brian J. Smith : Matthew Scott
- Jennifer Spence : Lisa Park
- Jamil Walker Smith : Ronald Greer
- Alisen Down : Brightman
- Mike Dopud : Varro
- Patrick Gilmore : Dale Volker
- Haig Sutherland : Hunter Riley
- Peter Kelamis : Adam Brody
- Rob Hayter : Soldat de l'Alliance luxienne
- Tobias Slezak : Peter